# Johannes Reichert (Komponist)
Johannes Wilhelm Reichert (* 19. Juni 1876 in Dresden; † 15. Februar 1942 in Teplitz-Schönau) war ein deutscher Komponist, Dirigent und Musikdirektor.

## Leben und Werk
Johannes Reichert stammte aus einem musikalischen Elternhaus. Sein Vater Julius Reichert war Chorsänger am Königlichen Hoftheater Dresden.
Als Musiklehrer begründete Johannes Reichert in Dresden die Volkssingakademie. Er schrieb dafür einige Chorkompositionen, insbesondere für den vierstimmigen Männerchorgesang. Er vertonte u. a. Gedichte von Walter Hofmann und machte diesen mit vielen Künstlerpersönlichkeiten Dresdens, so insbesondere mit dem Bratschisten Richard Kaden, bekannt.
Nach dem unerwarteten Weggang des Dirigenten Franz Zeischka übernahm er 1906 die Leitung des Kurorchesters in Teplitz-Schönau, für das der Eisenbahndirektor Karl Stradal jährlich mehrere Philharmonische Konzerte mit internationalen Solisten organisierte. Bis 1922 war Reichert städtischer Musikdirektor in Teplitz-Schönau. Reichert gab in dieser Zeit bis 1924 zahlreiche weitere Konzerte in Dresden, vor allem im Gewerbehaus und in der Dreikönigskirche.
Zu Reicherts Schülern gehörte u. a. Johannes Bammer (1888–1988).